# 457
457 (CDLVII) fue un año común comenzado en martes del calendario juliano, en vigor en aquella fecha.
En el Imperio romano, el año fue nombrado el del consulado de Constantino y Rufo, o menos comúnmente, como el 1210 Ab urbe condita, adquiriendo su denominación como 457 a principios de la Edad Media, al establecerse el anno Domini.

## Acontecimientos

### Imperio romano de Occidente
- 1 de abril: Mayoriano es aclamado emperador por el ejército.
- 28 de diciembre: Mayoriano es coronado emperador.

### Imperio romano de Oriente
- 7 de febrero: León I se convierte en emperador.

### Europa
- Childerico I sucede a Meroveo como rey de los francos (o en 458).
- Según la Crónica anglosajona, 4000 britones son asesinados en Crayford en batalla contra Hengist y su hijo Esc.

### Asia
- Ormuz III se convierte en sah de Persia.
- Peroz I se rebela contra su hermano Ormuz III.
- En India, Skandagupta del Imperio gupta derrota a los hunos (Heftalitas); no es hasta el año 480 cuando cae todo el imperio bajo sus ataques.

## Ciencia y tecnología
- Victorio de Aquitania computa nuevas tablas para celebrar la Pascua.

## Fallecimientos
- Marciano, emperador romano.
- Agiulfo, rey de los suevos.
- Frantán, rey de los suevos.